# محمد ظاهر
محمد جمعة ظاهر لاعب كرة قدم قطري، ولد في (31 أغسطس 2000) ، يلعب لصالح نادي البدع.

## مسيرة اللاعب
لعب في نادي الوكرة ونادي البدع.